# La Suisse à vélo
 (février 2022).
Si vous disposez d'ouvrages ou d'articles de référence ou si vous connaissez des sites web de qualité traitant du thème abordé ici, merci de compléter l'article en donnant les références utiles à sa vérifiabilité et en les liant à la section « Notes et références ».
La Suisse à vélo est une fondation d'utilité publique suisse, chargée de développer et d'entretenir le réseau de routes cyclables nationales.

## Histoire
La fondation est créée en 1995 avec pour but de relier toute la Suisse par des itinéraires cyclables balisés selon les mêmes standards. En 1998, elle est officiellement enregistrée à Berne sous la forme d'un partenariat public-privé, ses buts étant par la même occasion élargis pour « inclure le développement d'offres durables en matière de loisirs et de tourisme, [...] en particulier en combinaison avec les moyens des transports publics ».
Le budget de la fondation s'élève à 10 millions de francs suisses, et couvre la gestion du projet, les aménagements, la signalisation et le marquage routier, la pose de panneaux ainsi que l'intégration dans différents guides et cartes routières.

## Composition
La fondation est dirigée par un conseil de 13 personnes, représentants entre autres les cantons, les CFF, Suisse Tourisme, le Touring Club Suisse, l'Association transports et environnement et l'association du cyclisme suisse.

## Routes cyclables

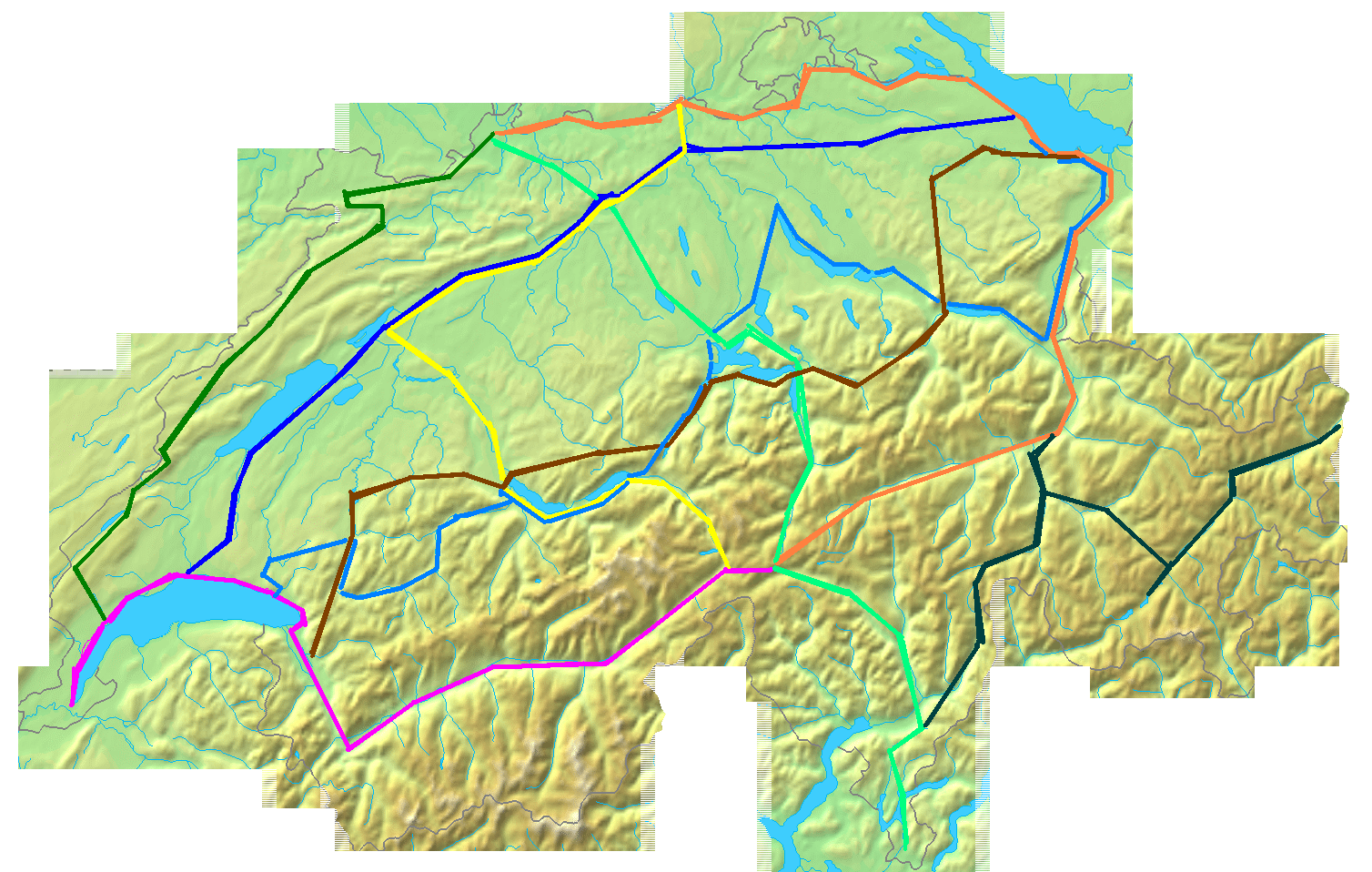
Plan des routes existantes :
- Route 1 : Andermatt - Genève
- Route 2 : Andermatt - Bâle
- Route 3 : Bâle - Chiasso
- Route 4 : St. Margrethen - Aigle
- Route 5 : Romanshorn - Lausanne
- Route 6 : Coire - Bellinzone
- Route 7 : Bâle - Nyon
- Route 8 : Oberwald - Koblenz
- Route 9 : Montreux - Rorschach

En 2007, la fondation a balisé 9 itinéraires nationaux qui partent et se terminent tous dans une gare. De nombreuses possibilités de transport des vélo par train ou autobus sur de courtes distances sont offerts. Elle prévoit d'ouvrir trois routes nationales supplémentaires et 14 routes régionales spécialement dédiées aux vélos tout-terrain. En 2017, on compte 9 itinéraires nationaux, 54 itinéraires régionaux et 44 itinéraires locaux.

### Route du Rhône 1
La Route du Rhône (route numéro 1) relie Andermatt à Genève en traversant le Valais, puis en longeant le lac Léman. Longue de 309 km (dont 26 km ne sont pas asphaltés), elle est considérée comme facile, à l'exception du premier tronçon qui inclut le passage du col de la Furka. C'est la section suisse de l'EuroVelo 17, prolongée en France par la ViaRhôna. Elle est découpée en cinq tronçons : 
- Andermatt – Oberwald (36 km)
- Oberwald – Brigue (43 km)
- Brigue - Sion (60 km)
- Sion – Montreux (75 km)
- Montreux - Genève (93 km)

### Route du Rhin 2
La Route du Rhin (route numéro 2) relie Andermatt à Bâle en suivant le cours du Rhin à l'est de la Suisse, incluant un petit passage en Autriche le long du lac de Constance. Longue de 425 km (dont 80 km ne sont pas asphaltés), elle est considérée comme facile, à l'exception du premier tronçon qui inclut le passage du col de l'Oberalp. C'est aussi l'itinéraire intégral de l'EuroVelo 15 en Suisse. Elle est découpée en cinq tronçons : 
- Andermatt – Disentis (34 km)
- Disentis – Coire (64 km)
- Coire – Rorschach (117 km)
- Rorschach – Schaffhouse (82 km)
- Schaffhouse - Bâle (128 km)

### Route Nord-Sud 3

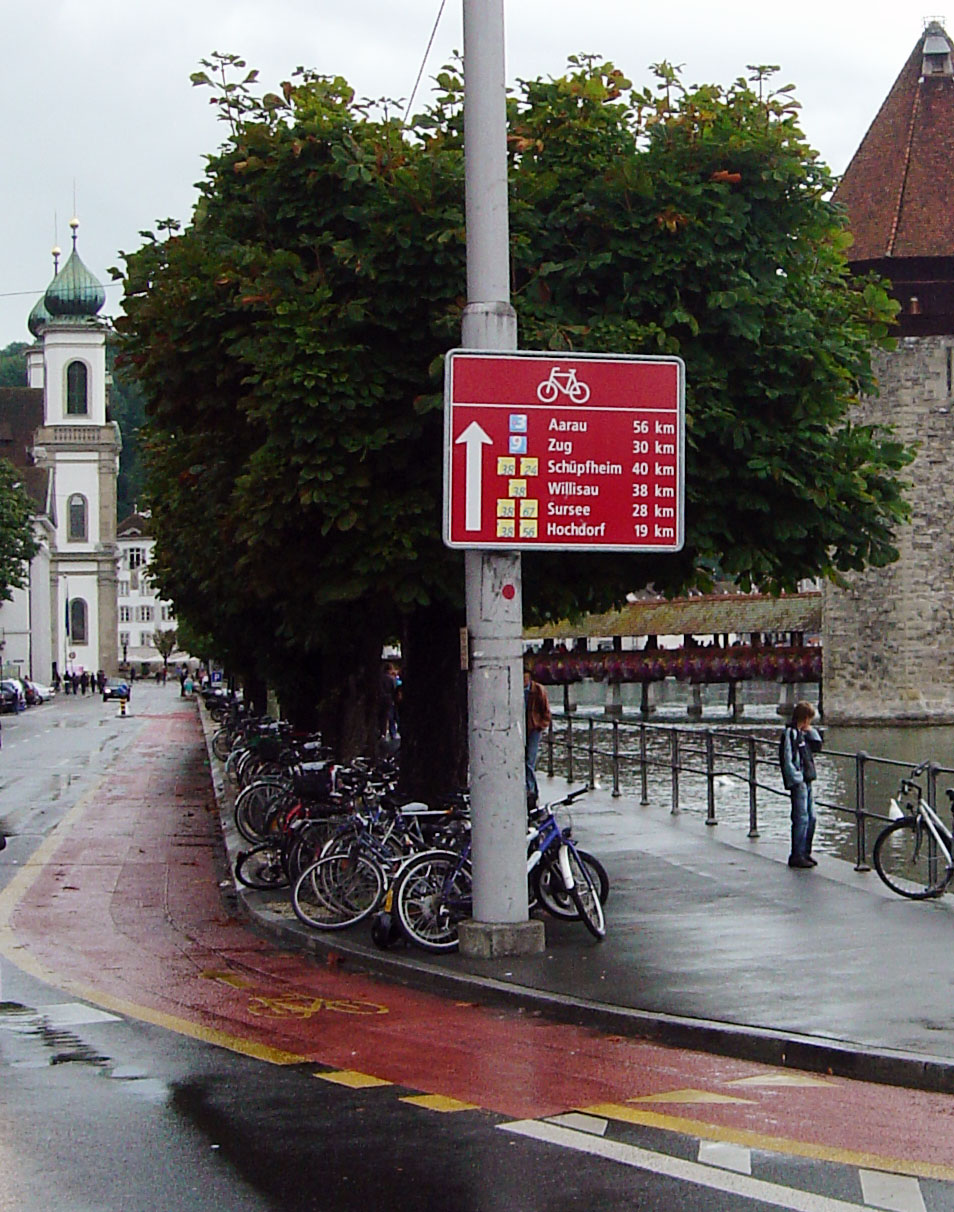
Croisement des routes 3 et 9 à Lucerne.

La Route Nord-Sud (route numéro 3) relie Bâle à Chiasso en traversant le massif du Jura, le plateau suisse et les Alpes. Longue de 363 km (dont 30 km ne sont pas asphaltés), elle est considérée comme intermédiaire, en particulier pour le franchissement du col du Saint-Gothard. C'est aussi l'itinéraire intégral de l'EuroVelo 5 en Suisse. Elle est découpée en six tronçons : 
- Basel – Aarau (57 km)
- Aarau – Lucerne (56 km)
- Lucerne – Flüelen (50 km)
- Flüelen – Airolo (63 km)
- Airolo – Bellinzone (65 km)
- Bellinzone – Chiasso (72 km)

### Route panorama alpin 4
La Route panorama alpin (route numéro 4) relie St. Margrethen à Aigle en franchissant plus de 10 cols des Alpes culminants avec le col du Klausen. Cette route, longue de 483 kilomètres (dont 10 ne sont pas asphaltés) est considérée comme difficile. Elle est découpée en six tronçons : 
- St. Margrethen – Ziegelbrücke (Niederurnen) (104 km)
- Ziegelbrücke – Flüelen (78 km)
- Flüelen - Sarnen (56 km)
- Sarnen - Thoune (84 km)
- Thoune - Bulle (88 km)
- Bulle – Aigle (73 km)

### Route Mittelland 5
La Route Mittelland (route numéro 5) relie Romanshorn à Lausanne en traversant le plateau suisse, le plus souvent sur des  chemins interdits à la circulation automobile. Longue de 369 kilomètres (dont 85 ne sont pas asphaltés), elle est considérée comme facile et est découpée en cinq tronçons : 
- Romanshorn – Winterthour (71 km)
- Winterthour - Aarau (79 km)
- Aarau - Bienne (85 km)
- Bienne - Yverdon (81 km)
- Yverdon - Lausanne (53 km)

### Route des Grisons 6
La Route des Grisons (route numéro 6) relie Coire à Bellinzone en traversant le canton des Grisons, l’Engadine, le col de l'Albula, longeant la frontière avec l'Autriche le long du Rhin postérieur puis gravissant le col du San Bernardino. Longue de 260 kilomètres (dont 71 ne sont pas asphaltés), elle est considérée comme difficile avec plus de 2000 mètres de dénivelé et est découpée en cinq tronçons : 
- Coire – Thusis (25 km)
- Thusis - Saint Moritz (49 km)
- Saint Moritz - Scuol (91 km)
- Scuol - sommet du San Bernardino (53 km)
- San Bernardino - Bellinzone (42 km)

### Route du Jura 7

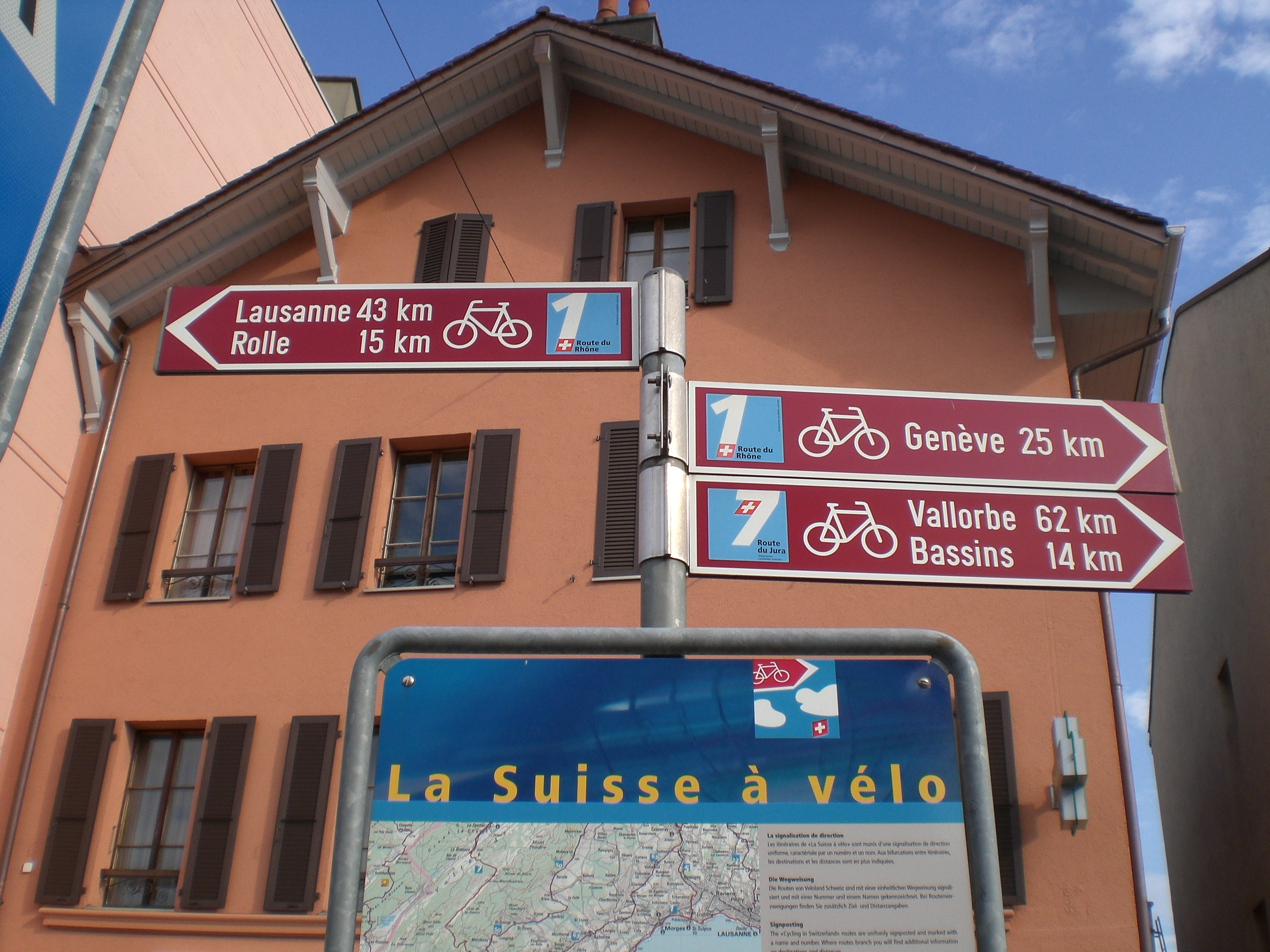
Départ de la route 7 à Nyon.

La Route du Jura (route numéro 7) relie Bâle à Nyon en traversant les cols du Jura, le district des Franches-Montagnes et se terminant au bord du lac Léman. Longue de 275 kilomètres (dont 20 ne sont pas asphaltés), elle est considérée comme difficile et est découpée en quatre tronçons : 
- Bâle - Saint-Ursanne (68 km)
- St-Ursanne - La Chaux-de-Fonds (62 km)
- La Chaux-de-Fonds - Vallorbe (84 km)
- Vallorbe - Nyon (61 km)

### Route de l’Aar 8

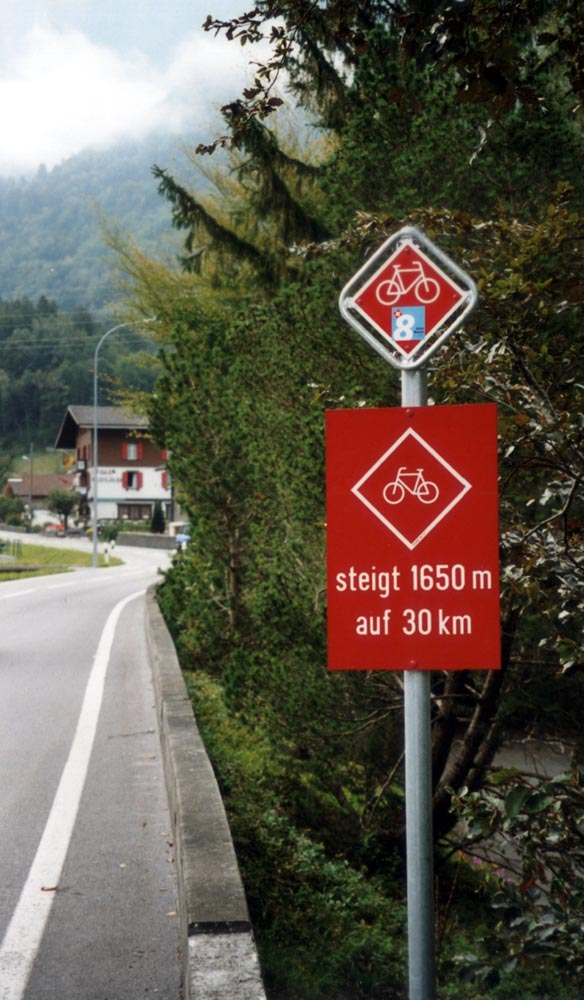
La route 8, en direction du Grimsel.

La Route de l'Aar (route numéro 8) relie Oberwald à Koblenz en suivant le cours de la rivière depuis le col du Grimsel jusqu'au lac de Constance. Longue de 305 kilomètres (dont 70 ne sont pas asphaltés), elle est considérée comme facile, à l'exception du col du Grimsel et est découpée en cinq tronçons : 
- Oberwald - Meiringen (38 km)
- Meiringen - Thoune (62 km)
- Thoune - Bienne (79 km)
- Bienne - Aarau (84 km)
- Aarau - Koblenz (42 km)

### Route des lacs 9
La Route des lacs (route numéro 9) relie Montreux à Rorschach en passant par 16 lacs différents. Longue de 497 kilomètres (dont 50 ne sont pas asphaltés), elle est considérée comme facile à moyenne et est découpée en six tronçons : 
- Montreux - Château-d'Œx (88 km)
- Château-d'Œx - Spiez (63 km)
- Spiez - Meiringen (45 km)
- Meiringen - Lucerne (61 km)
- Lucerne - Rapperswil (92 km)
- Rapperswil - Rorschach (148 km)

### Routes régionales
En plus des routes nationales, la fondation a également ouvert plus de 40 routes régionales dont voici la liste avec, pour chacune, les villes de départ et d'arrivée ainsi que le nom officiel et le numéro de la route : 
- Klosters - Sargans (Prättigauer Route, 21)
- Lausanne - La Chaux-de-Fonds (Nord Vaudois-Jura, 22)
- Bâle - Tramelan (Basel-Franches-Montagnes, 23)
- Bienne - Lucerne (Emmental-Entlebuch, 24)
- Schaffhouse - Saint-Gall (Ostschweizer Wein-Route, 26)
- Glattfelden - Rapperswil (Saint-Gall) (Glatt-Route, 29)
- Stein am Rhein - Rorschach (Karthäuser-Fürstenland-Route, 33)
- Estavayer-le-Lac - Baden (Route de l'ancien régime, 34)
- Biasca - Disentis (Blenio-Lukmanier, 36)
- Pfaffnau - Brunnen (Luzerner Hinterland-Rigi, 38)
- Kreuzlingen - Meilen (Pilger-Route, 41)
- Saint-Gall - Appenzell - Heiden - Saint-Gall (Appenzeller Route, 42)
- Lausanne - Berthoud (Le Jorat-Trois Lacs-Emme, 44)
- Stein am Rhein - Zürich (Wyland-Downtown, 45)
- Romanshorn - Wil (Thurgauer Panorama-Route, 47)
- Olten - Genève (Route du Pied du Jura, 50)
- Zürich - Schwytz (Säuliamt-Schwyz, 51)
- Eglisau - Rapperswil (Töss-Jona-Route, 53)
- Sainte-Croix - Liestal (Arc jurassien, 54)
- Saint-Gall - Kreuzlingen (Konzil Radweg, 55)
- Lucerne – Stein AG (Konzil Radweg, 55)
- Bex - Erlach (Alpes vaudoises - Pays de Fribourg, 59)
- Koblenz - Steckborn (Studenland-Töss-Römer-Route, 60)
- Thoune - Meiringen (Berner Oberland-Route, 61)
- Schwarzenburg - Châtel-Saint-Denis (Sense-Glâne-Veveyse, 62)
- Payerne - Rolle (Gros de Vaud-La Côte, 63)
- Kandersteg - Boncourt (Lötschberg-Jura, 64)
- Maloja - Martina (Autriche) (Inn-Radweg, 65)
- Rapperswil - Baden (Goldküste-Limmat, 66)
- Lucerne – Aarau (Wynental-Route, 67)
- Dornach - Huttwil (Passwang-Oberaargau, 71)
- Martigny - Loèche (Chemin du Vignoble, 72)
- Olten - Sarnen (Wiggertal-Glaubenberg, 73)
- Wimmis - Kerzers (Gürbe-Sense, 74)
- Arbon - Nesslau (Obstgarten-Route, 75)
- Schwyz - Uznach (Ibergeregg–Sattelegg-Linth, 76)
- Brunnen - Schaffhausen (Rigi-Reuss-Klettgau, 77)
- Schaffhouse - Arbon (Seerücken-Route, 82)
- Schwyz – Elm (Suworow-Route, 83)
- Thoune - Zürich (Mittelländer Hügelroute, 84)
- Giswil - Engelberg (Unterwalden-Route, 85)
- Schaffhouse - Wattwil (Rheinfall-Zürcher Oberland, 86)
- Payerne - Bulle (La Broye-La Gruyère, 87)
- Fleurier - Zürich (L'Areuse-Emme-Sihl, 94)
- Andelfingen (Ellikon am Rhein) - Buchs SG (Thur-Route, 95)
- Romanshorn – Friedrichshafen (D) – Bregenz (A) – Romanshorn (Bodensee-Radweg, 96)
- Liestal - Mulhouse (F) – Lörrach (D) – Liestal (Dreiland-Radweg, 97)
- Lausanne - Rorschach (Route du Cœur, 99)

### Signalisation

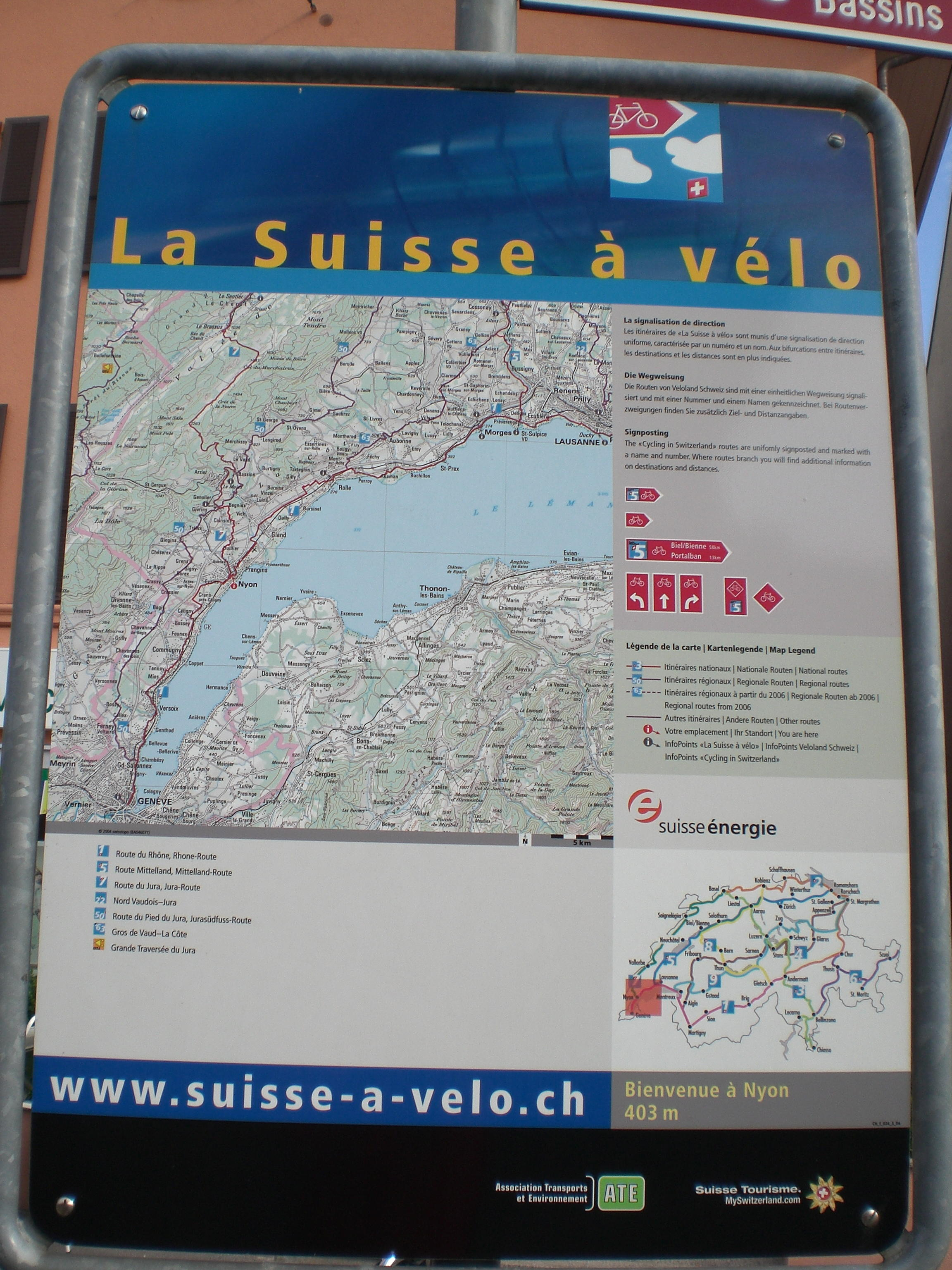
Panneau d'information, à la gare de Nyon.

Pour toutes les routes (nationales et régionales), la fédération utilise une signalisation uniforme de panneaux rouges utilisés pour :
- des panneaux d'information, situé aux gares ou aux croisements de routes ;
- des panneaux de direction, avec le numéro de la route et parfois l'indication de la distance et de la destination ;
- de simples indicateurs de changement de direction ou de croisement ;
- des plaques d'indication du dénivelé prévenant des différences de niveau importantes (plus de 100 mètres, sauf pour les routes 4 et 7 où seuls les dénivelés de plus de 200 mètres sont signalés).

## Autres projets
La fédération organise périodiquement des manifestations appelées SlowUp, pendant lesquelles des portions de routes sont fermées à la circulation motorisées, généralement pendant le weekend.